# Upplands runinskrifter 798
Upplands runinskrifter 798 är en försvunnen vikingatida runsten som funnits i Torgesta, Sparrsätra socken och Enköpings kommun. Runstenen, omnämnd från 1600-talet till 1800-talet, var enligt Richard Dybeck, "lagd till vägfyllnad i dervarande landsvägen" vid Torgesta cirka år 1840. Ristningen är attribuerad till Erik för den är utförd i hans stil. Det är dock omöjligt att avgöra med säkerhet då runstenen är försvunnen och endast avbildningar finns att tillgå för studier.

## Inskriften
Translitterering av runraden:
[uibiarn × raisti × stain × iftir × katil + kuþ hialbi + ant hans]
Normalisering till runsvenska:
Vibiorn ræisti stæin æftiʀ Kætil. Guð hialpi and hans.
Översättning till nusvenska:
Vibjörn reste stenen efter Kättil. Gud hjälpe hans ande.